# Lois Maxwell
Lois Maxwell (eigentlich Lois Hooker, * 14. Februar 1927 in Kitchener, Ontario, Kanada; † 29. September 2007 in Fremantle, Western Australia, Australien)  war eine kanadische Schauspielerin, die vor allem durch ihre Rolle als „Miss Moneypenny“ in vierzehn James-Bond-Filmen bekannt wurde.

## Leben und Karriere
Maxwell wuchs in Kanada als Tochter eines Lehrers und einer Krankenschwester auf. Sie lief 1942 im Alter von 15 Jahren von zuhause fort, um sich im Zweiten Weltkrieg der Armee anzuschließen. Obwohl sie eigentlich zu jung war für den Kriegsdienst, schaffte sie es, in der Royal Canadian Army aufgenommen zu werden. Als Soldatin wurde sie dem Army Entertainment Corps zugeteilt, mit dem sie in Europa Musik- und Tanznummern aufführte. Als die Truppe London erreichte, wurde ihr zu geringes Alter aufgedeckt. Damit sie nicht nach Kanada zurückgeschickt wurde, schrieb sich Maxwell bei der Royal Academy of Dramatic Art (RADA) ein. Sie studierte hier zusammen mit Roger Moore.
Im Alter von 20 Jahren reiste sie nach Hollywood, bekam verschiedene Engagements und gewann sogar den Golden Globe als „Beste Nachwuchsdarstellerin“ für ihre Rolle in der Shirley-Temple-Komödie That Hagen Girl (1947), in der sie u. a. neben Ronald Reagan spielte. In einer Fotostrecke für das Life Magazine stand Maxwell neben einem anderen aufstrebenden Star, Marilyn Monroe. Trotz dieses frühen Erfolges verlief ihre Karriere in den 1950er-Jahren eher unspektakulär; sie trat in einigen B-Movies sowie Fernsehserien auf, ohne dadurch zu Berühmtheit zu gelangen.
Nach ihrer Rückkehr nach Europa um 1950 lebte Maxwell fünf Jahre lang in Rom. Während einer Reise nach Paris traf sie ihren späteren Ehemann Peter Marriott. Sie heirateten 1957 und zogen zusammen nach London, wo 1958 ihre Tochter Melina und 1959 ihr Sohn Christian geboren wurde.

### Ihre Rolle alsMiss Moneypenny
1962 spielte sie zum ersten Mal die Rolle der Miss Moneypenny, mit der sie am bekanntesten wurde. Schon im ersten Film der Bond-Reihe ist sie die Chefsekretärin von M, dem Chef des britischen Geheimdienstes MI6, in dessen Vorzimmer sie sitzt. Moneypenny ist stark an einem Rendezvous, ja sogar an einer Verehelichung mit James Bond interessiert. Ihr Verhältnis zu dem Geheimagenten ist geprägt von heftigen Flirts, die von ihm – bevor er zu seinem nächsten Auftrag aufbricht – spielerisch beantwortet, aber nie ernsthaft erhört werden. Eine Romanze zwischen den beiden entwickelt sich nicht, trotz Bonds offensichtlich ausgeprägtem Hang zu Frauen. Obwohl ihr der Geheimagent laufend Komplimente macht, erklärt er, er könne Moneypenny nicht ausführen, weil er sonst wegen „mißbräuchlicher Verwendung von Regierungseigentum“ angeklagt würde.
Von 1962 bis 1985 spielte Maxwell – im Alter zwischen 35 und 58 Jahren – die Miss Moneypenny insgesamt 14-mal in allen von EON produzierten Bond-Filmen. Obwohl ihre Auftritte immer nur wenige Minuten dauerten, erlangte sie durch die Moneypenny-Rolle einen hohen Bekanntheitsgrad. Maxwell war die einzige Person, die in jedem der ersten 14 Bond-Filme zu sehen war. Die Schauspielerin übernahm sporadisch kleinere Rollen in TV-Serien, wurde vom Publikum aber ausschließlich mit dem Charakter der Miss Moneypenny identifiziert.
Zwar stellte Moneypenny bereits in Octopussy (1983) mit Miss Penelope Smallbone, gespielt von Michaela Clavell, eine neue Assistentin vor, war 1985 jedoch in Im Angesicht des Todes erneut an der Seite des gleichaltrigen Roger Moore dabei. Als Moore im folgenden Bond-Film Der Hauch des Todes durch den rund 20 Jahre jüngeren Timothy Dalton ersetzt wurde, war auch, trotz Maxwells fortgesetztem Interesse an der Rolle bzw. an einer Rolle als M, ihre Zeit in der Filmreihe vorbei. Sie wurde in den zwei folgenden Filmen mit Timothy Dalton durch Caroline Bliss ersetzt.

### Weitere Karriere
In den 1960er-Jahren trat Maxwell außerdem in verschiedenen kanadischen und britischen Fernsehserien auf, so in Mit Schirm, Charme und Melone, UFO, Stingray, Geheimauftrag für John Drake, Simon Templar, Abenteuer im Regenbogenland, Department S oder Die 2. Nach dem Tod ihres Ehemanns Anfang der 1970er-Jahre kehrte Maxwell nach Kanada zurück und schrieb unter dem Pseudonym Miss Moneypenny Artikel für die Zeitung Toronto Sun. 1994 siedelte sie wieder nach England über und zog sich in ein Anwesen in Frome (Somerset) zurück. Ihre letzte Rolle spielte sie 2001 in dem Film Der vierte Engel.
Lois Maxwell spielte insgesamt in rund 90 Film-und-Fernsehproduktionen mit, aber mit keinem dieser Auftritte erreichte sie dieselbe Popularität wie mit ihrer Rolle in der James-Bond-Reihe. Am Ende ihrer Karriere lebte sie in Kanada, der Schweiz und England. Im Jahr 2001 wurde bei ihr Darmkrebs diagnostiziert. Danach zog sie nach Westaustralien, wo sie bis zu ihrem Tod mit ihrem Sohn lebte. Sie starb am Abend des 29. September 2007 an Herzversagen.

## Filmografie (Auswahl)
- 1946: Irrtum im Jenseits (A Matter of Life and Death)
- 1947: That Hagen Girl
- 1948: Im Banne der Vergangenheit (Corridor of Mirrors)
- 1950: Morgen ist es zu spät (Domani è troppo tardi)
- 1952: Vom Täter fehlt jede Spur (Lady in the Fog)
- 1953: Aida
- 1954: Die Große Hoffnung (La grande speranza)
- 1956: Jaguar packt zu (Passport to Treason)
- 1957: In letzter Stunde (Time Without Pity)
- 1960: Geheimauftrag für John Drake (Danger Man, Fernsehserie, Folge 1x07)
- 1961: London hält den Atem an (The Unstoppable Man)
- 1962: Lolita
- 1962: James Bond – 007 jagt Dr. No (Dr. No)
- 1963: Flieg mit mir ins Glück (Come Fly with Me)
- 1963: Bis das Blut gefriert (The Haunting)
- 1963: James Bond 007 – Liebesgrüße aus Moskau (From Russia with Love)
- 1964: Mit Schirm, Charme und Melone (The Avengers, Fernsehserie, Folge Kleine Wunder)
- 1964: James Bond 007 – Goldfinger (Goldfinger)
- 1964–1965: Kommando Stingray (Stingray, Fernsehserie, 39 Folgen)
- 1965: James Bond 007 – Feuerball (Thunderball)
- 1966: Der Baron (The Baron, Fernsehserie, Folge 1x03)
- 1966, 1967: Simon Templar (The Saint, Fernsehserie, 2 Folgen)
- 1967: James Bond 007 – Man lebt nur zweimal (You Only Live Twice)
- 1967: Operation „Kleiner Bruder“ (O. K. Connery)
- 1969: James Bond 007 – Im Geheimdienst Ihrer Majestät (On Her Majesty’s Secret Service)
- 1969: Randall & Hopkirk – Detektei mit Geist (Randall & Hopkirk (Deceased), Fernsehserie, Folge 2x16)
- 1969–1970: Abenteuer im Regenbogenland (Adventures in Rainbow Country, Fernsehserie, 26 Folgen)
- 1970: Playboys und Abenteurer (The Adventurers)
- 1970, 1971: UFO (Fernsehserie, 2 Folgen)
- 1971: James Bond 007 – Diamantenfieber (Diamonds Are Forever)
- 1971: Die 2 (The Persuaders!, Fernsehserie, Folge 1x24)
- 1972: Mord nach Maß (Endless Night)
- 1973: James Bond 007 – Leben und sterben lassen (Live and Let Die)
- 1974: James Bond 007 – Der Mann mit dem goldenen Colt (The Man With the Golden Gun)
- 1975: Schöne Küsse aus Fernost (Bons baisers de Hong Kong)
- 1977: James Bond 007 – Der Spion, der mich liebte (The Spy Who Loved Me)
- 1979: James Bond 007 – Moonraker – Streng geheim (Moonraker)
- 1979: Ein irres Paar (Lost and Found)
- 1981: James Bond 007 – In tödlicher Mission (For Your Eyes Only)
- 1983: James Bond 007 – Octopussy (Octopussy)
- 1985: James Bond 007 – Im Angesicht des Todes (A View to a Kill)
- 1985: Eternal Evil – Das ewige Böse (The Blue Man)
- 1989: Spinne im Netz (Lady in a Corner, Fernsehfilm)
- 2001: Der vierte Engel (The Fourth Angel)